# Nycticorax duboisi
La nitticora di Riunione (Nycticorax duboisi, Rothschild, 1907) era un uccello appartenente alla famiglia degli Ardeidi, endemico dell'isola di Riunione.
Per lungo tempo l'unica descrizione dell'animale fu quella fornita da Sieur Dubois, esploratore francese che visitò le isole Mascarene nel XVII secolo. Nella sua opera-resoconto pubblicata nel 1674 descrisse così questi uccelli:
Nel 1907 Walter Rothschild la inserì nella sua opera sugli uccelli estinti basandosi sulla descrizione di Dubois e classificò la specie come Ardea duboisi.
Il ritrovamento di alcuni subfossili nelle caverne dell'isola, avvenuto nel XX secolo, ha permesso di confermare l'esistenza di questa specie. La Nycticorax duboisi era più grossa delle due specie di nitticora viventi (Nycticorax nycticorax e Nycticorax caledonicus) e dalle misurazioni effettuate sui resti ossei gli studiosi ritengono che avesse una buona capacità di volo, a differenza delle altre due specie di nitticora estinte (Nycticorax megacephalus e Nycticorax mauritianus).
Le ragioni che portarono alla sua estinzione sono sconosciute, si presume che possano essere legate all'introduzione di predatori prima assenti sull'isola.